# Lasioglossum krishna
Lasioglossum krishna là một loài Hymenoptera trong họ Halictidae. Loài này được Nurse mô tả khoa học năm 1902.